# Klimax (literatura)
Klimax je v dramatické struktuře či stavbě vyústění krize (netýká se jen tragédií). Po něm přichází završení krize neboli rozřešení.

## Příklady ze života i z literatury
Porodní bolesti představují krizi, zatímco narození je klimax. Výsledek porodu, což bude život nebo smrt, je potom rozřešení.
V Romeovi a Julii jde Romeo do domu Kapuletových a nasazuje si masku, aby mohl vidět svou milovanou Rosalindu. Tam však potká jinou dívku, tak krásnou a okouzlující, že se znovu zamiluje k zbláznění (krize). Polekaný se dozví, že Julie je dcerou Kapuletových (klimax), nejhorších nepřátel jeho rodiny. Tybalt, synovec paní Kapuletové, Romea objeví a pokusí se ho zabít (rozřešení).
V tutéž dobu také Julie objeví pravou totožnost Romeovu a vypráví o svých strastech měsíci a hvězdám. Romeo vlečen nezkrotnou láskou k ní se vrací a poslouchá ji (krize). Dva mladí se rozhodnou se vzít (klimax). Den poté se v kobce mnicha, františkána a Romeova přítele Lorenza vezmou (rozřešení). Ve všech aktech se krize, klimax a rozřešení střídají jako den a noc.